# Dark Prince: The True Story of Dracula
Dark Prince: The True Story of Dracula (Alternativtitel Fürst der Finsternis – Die wahre Geschichte von Dracula) ist ein US-amerikanisches Filmdrama aus dem Jahr 2000. Regie führte Joe Chappelle und das Drehbuch schrieb Thomas Baum. Die deutsche Synchronisation erfolgte durch die Synchronfirma Johannisthal Synchron GmbH, Berlin.

## Handlung
Mitte des 15. Jahrhunderts bedrängen die Osmanen als aufstrebende Hegemonialmacht den Balkan. Sie versuchen die Balkanländer unter ihren Einfluss zu bekommen und ihnen Tributzahlungen abzupressen. Vlad II., der Fürst der Walachai, ist militärisch zu schwach, um sie abzuwehren, hat jedoch auch zu wenig Geld, um die durch die Türken eingeforderten hohen Tribute an den Sultan zahlen zu können. Da er in Zahlungsverzug ist, nehmen die Türken ihm seine beiden Söhne Vlad und Radu weg, und entführen sie als Geiseln in die Türkei, wo sie am Hof des Sultans aufwachsen, und eine orientalische Bildung und Erziehung erhalten.
Während der bereits jugendliche Vlad sich sträubt und sich rebellisch verhält, passt sich der noch jüngere Radu den Türken an und entwickelt sich zu deren Musterschüler. Während Radu die fremde Kultur mit Neugier und freundlichem Interesse entdeckt, nimmt Vlad vor allen Dingen die von drakonischen und grausamen Strafen ausgehende Macht des Sultans wahr. Als Vlad erwachsen ist, will der Sultan ihn als Unterhändler zur Vertretung türkischer Interessen nach Rumänien zu Verhandlungen mit dem rumänischen Adel schicken. Allerdings hat der rumänische Adel, der mehr seine eigenen privaten Interessen als die Interessen Rumäniens im Auge hat, und der mit den Türken kollaboriert, bereits seit längerer Zeit gegen den rumänischen König intrigiert. Vlads Vater war schließlich einem Mordanschlag zum Opfer gefallen. Vlad vermutete, dass der Mord auf das Konto einer Seilschaft und Verschwörung des Adels geht. Vlad reitet deshalb nicht wie vom Sultan befohlen zum rumänischen Adel, sondern zum König von Ungarn, welcher den türkischen Einfluss auf dem Balkan eindämmen will, und der die Kollaboration des rumänischen Adels mit den Türken mit Sorge betrachtet. Vlad bittet den ungarischen König, Vlads Anspruch auf den verwaisten Thron seines Vaters zu unterstützen. Ungarn gewährt Vlad die erbetene Unterstützung (das Geld das Vlad zur Aufstellung einer Streitmacht vom ungarischen König erhält, stammt allerdings teilweise vom Papst).
Vlad gelingt es, mit Hilfe seiner Söldner den Thron zu besteigen, und die Macht des beim Volk verhassten Adels einzudämmen. Vlad ist beim einfachen Volk nicht nur beliebt, weil er die Privilegien und die Willkür und Despotie des Adels eindämmt, sondern auch, weil er mit bei den Kollaborateuren und Kriminellen Angst und Schrecken verbreitender äußerster Härte und Grausamkeit (deren abschreckende Wirkung er als Jugendlicher in Gefangenschaft bei den Türken beobachtet hat) gegen Kriminalität im Allgemeinen und gegen Kollaborateure und nachlässige und korrupte Staatsdiener im Besonderen vorgeht. Dabei greift er insbesondere auf die (ähnlich wie eine Kreuzigung quälend langsame) abschreckende Hinrichtungsmethode des „Pfählens“ zurück. Schon bald kommt im einfachen ungebildeten Volk (von wem auch immer gestreut) das Gerücht auf, er mische das Blut der so Hingerichteten in seinen Rotwein und trinke es.
Der mächtige oströmisch-orthodoxe Klerus steht Vlad misstrauisch und feindselig gegenüber. Er fürchtet, Vlad, der mit Hilfe von Geld des Papstes und Geld des (katholischen) ungarischen Königs in Rumänien an die Macht kam, könne zu sehr unter dem Einfluss der weströmisch-katholischen Kirche stehen. Die oströmisch-orthodoxe Kirche fürchtet die weströmisch-katholische Kirche jedoch noch sehr viel mehr als den islamischen türkischen Sultan, der damals keine außerhalb seines Reiches lebenden Christen zum Übertritt zum Islam zwang. Eine Zeitlang gelingt es Vlad, militärisch erfolgreich die Tributforderungen des Sultans zurückzuweisen, und zugleich die Macht des weitgehend parasitären Adels sowie der Betrüger und Diebe und sonstigen Kriminellen zu brechen. Allerdings ist das kleine Rumänien der drohenden und immer größer und machtvoller werdenden Türkei auf Dauer militärisch nicht gewachsen. Außerdem haben die Türken Vlads Bruder Radu assimiliert, der sich als landeskundiger und intelligenter Feldherr der Türken erweist. Zudem konnte Vlad den mit den Türken kollaborierenden Adel nicht völlig ausschalten. Vlads eigener Schwiegervater gehört diesen landesverräterischen Adelskreisen an. Mit Rücksicht auf seine Ehefrau, welche Vlads drakonische Strafen nicht versteht und missbilligt (und darüber verzweifelt und mehr und mehr den Verstand verliert) geht Vlad nicht gegen seinen Schwiegervater vor, obwohl er diesem unter anderem Fahnenflucht und Landesverrat vorwirft. Außerdem unterschätzt Vlad die Macht des oströmisch-orthodoxen Klerus, der ebenfalls gegen Vlad intrigiert.
Vlads Gegner versuchen, ihn von der Unterstützung aus Ungarn abzuschneiden und den Türken bei ihrer Invasion Rumäniens zu helfen. Schließlich verliert Vlad den Krieg gegen die Türken, wird aufgrund einer List des Klerus von seinen vereinten Feinden (Adel, Klerus, Türken) gefangen genommen und stirbt durch das Schwert seines die türkischen Truppen anführenden Bruders Radu. Allerdings hat der oströmisch-orthodoxe Klerus, der bereits seinen Vater ermordet hatte, Vlad unmittelbar vor dessen Ermordung auf eine Art und Weise verflucht, die dazu führte, dass der verfluchte Geist von Vlad Rache üben und den verräterischen Klerus-Führer heimsuchen und zu Tode bringen kann. Der Fluch wendet sich am Ende gegen den, der ihn ausgesprochen hat. Am Ende des Films wird noch darauf hingewiesen, dass in Rumänien, das seit dem Mittelalter jahrhundertelang fast ständig unter Willkür und Despotie und Korruption und Kriminalität leidet, viele Menschen sich immer wieder eine „Rückkehr“ Draculas gewünscht haben.

## Hintergrund
| Figur                  | Darsteller        | Deutscher Sprecher |
| ---------------------- | ----------------- | ------------------ |
| Vlad Dracula           | Rudolf Martin     | Rudolf Martin      |
| Lidia                  | Jane March        | Ulrike Stürzbecher |
| Bruno                  | Christopher Brand | Jörg Hengstler     |
| Pater Stefan           | Peter Weller      | Frank Glaubrecht   |
| König Janos von Ungarn | Roger Daltrey     | Detlef Bierstedt   |
| Radu                   | Michael Sutton    | Oliver Feld        |
| Aron                   | Răzvan Vasilescu  | Erich Räuker       |
| Inquisitor             | Radu Amzulescu    | Bodo Wolf          |

Der Film wurde in Bukarest gedreht. In Russland und in Finnland wurde er auf Video bzw. DVD veröffentlicht.
Rudolf Martin spielte auch in der Serie Buffy – Im Bann der Dämonen den Dracula in Folge 1 der 5. Staffel Buffy vs. Dracula.

## Rezeption
Dark Prince erhielt ein schlechtes Presseecho. So erfasst der US-amerikanische Aggregator Rotten Tomatoes 20 % wohlwollende Besprechungen und ordnet den Film dementsprechend als „Gammelig“ ein.
Ryan Cracknell schrieb im Apollo Movie Guide, der Film befinde sich irgendwo zwischen Wahrheit und Fiktion. Die Darstellungen seien „gescheitert“; der Film bringe jedoch neuen Geist in den alten Mythos.
Das Lexikon des internationalen Films schrieb, der Film sei ein „anspruchsloser Low-Budget-Fernsehfilm“ und zeige deutlich „allein die Blutrünstigkeit des ‚Pfählers‘“. Die „geschichtlichen und politischen Umstände der geschilderten drei Jahrzehnte“ lasse er „weitgehend im Dunklen“. „Die wenig stringente Handlung, die unprofessionelle Realisierung und die schlechte Synchronisation“ würden das Interesse des Zuschauers erlahmen lassen.
Steven A. Saltzman wurde im Jahr 2001 für den Schnitt der Musik für den Golden Reel Award nominiert.